# Elyra stigmatalis
Elyra stigmatalis là một loài bướm đêm trong họ Noctuidae.